# Pandora (énekesnő)
Anneli Magnusson, művésznevén Pandora (Västerås, 1970. június 20. –) svéd eurodance énekesnő.
A Västeråsból származó Magnusson 1993-ban debütált a zeneiparban One of a Kind című albumával, amely a svéd lemezlistán a 12. helyéig jutott, "Trust Me" című kislemeze pedig a svéd, a finn és a norvég kislemezlistán is az első tízbe került. Az énekesnő az évek során további kilenc nagylemezt és négy válogatásalbumot adott ki, legnagyobb sikereit azonban pályája elején, a 90-es években aratta. Különösen a finn kislemezlistán volt sikeres, ahol két dala is listavezető lett. Az ő 1999-es albumán (No Regrets) jelent meg az On a Night Like This című dal, amelyet az elmaradt siker miatt továbbadtak a Parlophone kiadónak, ahol végül Kylie Minogue dalaként lett sikeres.
Magnusson 2014-ben ment hozzá Mikko Peltonen finn jégkorongozóhoz. Egy fiúgyermekével él Svédországban.

## Diszkográfia

### Stúdióalbumok
- One of a Kind (1993)
- Tell the World (1995)
- Changes (1996)
- This Could Be Heaven (1997)
- Breathe (1999)
- No Regrets (1999)
- A Little Closer (2000)
- Won't Look Back (2002)
- 9 Lives (2003)
- Head Up High (2011)

### Válogatásalbumok
- Best of Pandora (1997)
- Pandora's Hit Box (1998)
- Greatest Hits & Remixes (2005)
- Celebration (2007) (United DJs vs. Pandora)